# Thames Gateway Bridge

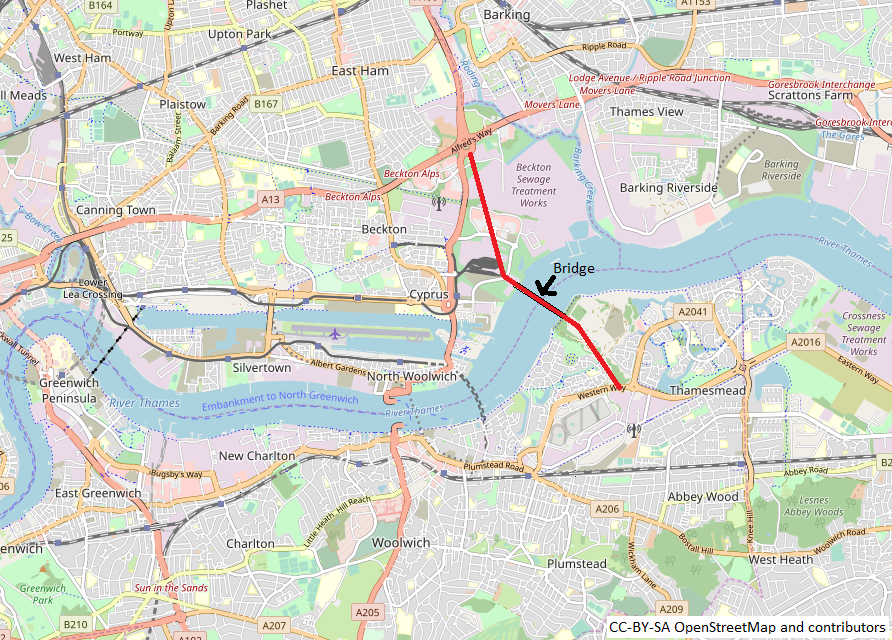
La mappa mostra la posizione proposta per il ponte

Il Thames Gateway Bridge fu il progetto di un ponte al di sopra del fiume Tamigi, nella zona est di Londra, nel Regno Unito. Si cominciò a parlarne negli anni Settanta ma non ad oggi non è mai stato realizzato. Nel novembre 2008, Boris Johnson, sindaco di Londra, cancellò definitivamente il progetto dal valore di 500 milioni di sterline.
Nel 2009 è stato proposto un nuovo prototipo di ponte, in scala ridotta, tra il Tower Bridge e il passaggio di Dartford.